# Gonfreville-Caillot
Gonfreville-Caillot är en kommun i departementet Seine-Maritime i regionen Normandie i norra Frankrike. Kommunen ligger i kantonen Goderville som tillhör arrondissementet Le Havre. År 2022 hade Gonfreville-Caillot 397 invånare.

## Befolkningsutveckling
Antalet invånare i kommunen Gonfreville-Caillot
| Referens: INSEE |